# Olga Danilova
Olga Danilova (n. 10 iunie 1970, Bugulma, RSFS Rusă, URSS) este o schioară de fond ce a reprezentat Rusia, medaliată olimpică. A participat la 3 ediții ale Jocurilor Olimpice (1992, 1998, 2002) în care a câștigat o medalie de argint.